# Bibliothèque municipale d'Amos

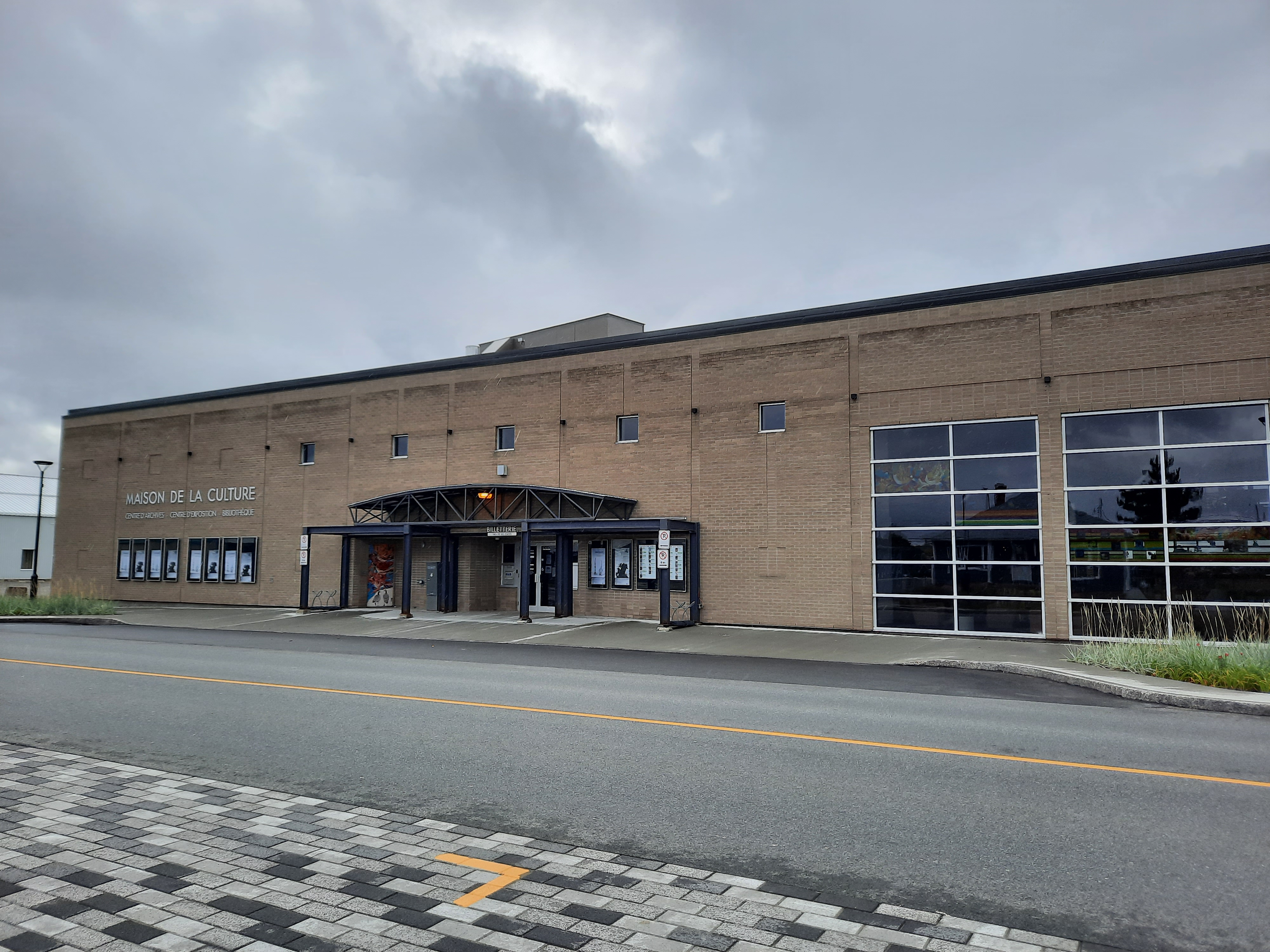
Vue de la façade de la Maison de la culture d'Amos, Québec. Centre d'exposition et bibliothèque.

La bibliothèque municipale d’Amos est une bibliothèque publique se situant dans la ville d’Amos, en plein cœur de la MRC d’Abitibi-Témiscamingue. Elle se trouve dans l’édifice de la Maison de la culture, au 222 1re avenue Est.  

## Historique
La première bibliothèque d’Amos est une bibliothèque paroissiale avec frais d’abonnement (1923), située au sous-sol de la paroisse Sainte-Thérèse. En 1964, le comité du Centenaire d’Amos propose la création d’une nouvelle bibliothèque municipale, en réponse au souhait des Amossois et Amossoises de bénéficier des services d’une bibliothèque publique. Le projet d’une nouvelle bibliothèque nait le 12 septembre 1967. Moins d’un an plus tard (17 juin 1968), la bibliothèque municipale est ouverte au public dans le centre culturel d’Amos, qui se trouve dans l’édifice du Centenaire de la Confédération canadienne.
Dans les années 1990, les espaces du centre culturel d’Amos (l’actuel centre communautaire Goyette-Ruel), ne suffisent plus pour accueillir la collection de la bibliothèque. En 1993, la Ville fait construire la Maison de la cultureet la bibliothèque municipale d’Amos y emménage en 1994,de même que la Société d’histoire d’Amos.

## Mission
La bibliothèque municipale d’Amos a pour mission de répondre aux besoins de sa communauté en matière d’éducation, de divertissement et de culture, ainsi que d’offrir un accès pour tous et toutes à l’information. Avec sa collection variée, la bibliothèque entend favoriser le goût de lire pour les publics de tous âges. 

## Description
La bibliothèque se trouve en plein cœur du centre-ville d’Amos (MRC d’Abitibi-Témiscamingue), au 222 1re avenue Est. Elle occupe deux étages de la Maison de la culture. Elle offre au rez-de-chaussée l’accès aux périodiques, aux nouveautés et à la section jeunesse et adulte. Elle offre également au premier étage l’accès aux ouvrages documentaires, aux bandes dessinées, ainsi qu’au laboratoire d’informatique.
La bibliothèque est sous la direction de la bibliothécaire Ana Nuñez-Gonzalez depuis 2019.

## Services
Un médialab est ouvert depuis 2021 à la bibliothèque. Le public peut y faire de l’impression 3D, créer des macarons, puis utiliser des technologies de création audio et vidéo. La bibliothèque entend faire du médialab un Fab lab reconnu par l’Institut de technologie du Massachussetts (MIT). 
La bibliothèque participe au développement de la culture locale en faisant office de billetterie pour le Théâtre des Eskers et en entretenant un partenariat avec la Société des arts Harricana permettant aux entreprises de louer des œuvres d’art réalisées par des artistes de la communauté.